# Никифор Хумн
Никифо̀р Ху̀мн (на средногръцки: Νικηφόρος Χοῦμνος) е виден византийски учен, философ, повлиян от аристотелианството, и държавен деец от края на XIII - началото на XIV век, една от ключовите фигури на така наречения Палеологов ренесанс. В продължение на единадесет години Никифор Хумн заема поста на главен министър на император Андроник II Палеолог. Хумн е известен и с напрегнатото интелектуално съперничество със знаменития му съвременник Теодор Метохит. Хумн е основател на манастира „Света Богородица Скоропослушница“ в Константинопол.

## Биография
Роден е около 1250/1255 година в Солун, втория по-големина град на Византийската империя, в изтъкнато семейство, дало няколко висши имперски служители - брат му Теодор също е дворцов служител. Учи философия и риторика при Георгий Кипърец, бъдещия патриарх Григорий II Константинополски. След завършването на образованието си, влиза в имперската бюрокрация. Около 1275 година с ниския ранг квестор е начело на посолство до монголския владетел на Илханат Абака хан. Макар при Михаил VIII Палеолог Хумн да приема Лионската уния, при наследника му Андроник II Палеолог, строго православен и набожен, Хумн променя възгледите си. Около 1285 година той съставя панагирик за императора, в който подчертава не само добродетелите му и военните му успехи, но и противопоставянето му на Унията. След това Хумн прави стремителна кариера - в началото на 1294 година, след смъртта на Теодор Музалон, Андроник II го прави мистик (частен секретар) и месазон (на практика пръв министър), а в 1295 година Хумн получава и длъжността каниклий и така оглавява имперската канцелария. Както свидетелства Георги Пахимер, императорът все повече се оттегля от държавните дела, за да се отдава на пост и молитва, оставяйки на практика Хумн начело на управлението на държавата. Нарасналото влияние на Хумн води до сблъсък със сваления патриарх Атанасий I Константинополски, за чието отстраняване в 1293 година Хумн може би е допринесъл. Конфликтът им, който вероятно се дължи на централистките тенденции в политиката на Хумн и на неговото класическо и хуманистично образование, е дълбок и включва взаимни обвинения в корупция.
В 1303 година, след като планираният брак на дъщеря му Ирина с трапезундския инмератор Алексий II Велики Комнин, Хумн успява да я омъжи, въпреки съпротивата на императрица Ирина, за третия син на императора деспот Йоан Палеолог (около 1286 – 1308) и така да укрепи връзките си с управляващата династия. След две години, обаче, Хумн е уволнен като месазон и заменен с Теодор Метохит. По време на управлението си Хумн натрупва голямо богатство, особено имения в родната му Македония, чрез подкупи, продажба на длъжности и на данъци - практики изключително популярни в Палеологовата бюрокрация. Част от богатството си Хумн използва за създаване на фондацията на манастира „Света Богородица Скоропослушница“ (Горгоепикоос) в Константинопол.
В 1309 – 1310 година Хумн е управител на родния си Солун, а след това се оттегля от обществения живот. През 20-те години на века е въвлечен в дълъга полемика с основния си интелектуален и политически съперник Теодор Метохит. Хумн осмива Метохит за отсъствие на яснота в писанията му, а Метохит го упреква за отсъствие на интерес към физиката и за непознаването му на астрономията, които Метохит смята за „висша форма на наука“. Около 1326 година Хумн се замонашва под името Натанаил в манастира „Исус Христос Филантроп“ в Константинопол, основан от дъщеря му Ирина. Там той умира на 16 януари 1327 година.

## Произведения и възгледи
Хумн е плодовит автор, силно повлиян от класиците, които изучава като малък. Сред творбите му са риторични произведения, като евлогията на Андроник II, както и трактати по философия, особено върху теорията на елементите, метеорологията, космологията и теологията. Някои от тези трактати изглежда са написани по повод литературни събирания в двора, понякога водени от императора. От обилната му кореспонденция са запазени 172 писма.
Във философските си произведения Хумн се проявява като „горещ и умел“ защитник на Аристотел. Все пак той не възприема аристотелианството, а се опитва да даде строго рационално философско доказателство на доктрините на християнската теология. При атаките си срещу Платоновата теория за формите и Плотиновите теории за душата, Хумн се опитва да обоснове християнските богословски твърдения. Според френския византинист Родолф Гиян „с любовта си към античността, със страстта си, макар и малко сервилна, и с многообразието на познанията си, Хумн предвещава италианския хуманизъм и Западния ренесанс“.

## Семейство
Хумн има няколко деца от брака си с неизвестна жена:
- Йоан Хумн, паракимомен и военачалник;[3]
- Георги Хумн, доместик на трапезата и велик стратопедарх.[3]
- Ирина Хумнина Палеологина, жена на деспот Йоан Палеолог. След смъртта на съпруга си в 1308 година, тъй като няма деца, Ирина се замонашва под името Евлогия и основава манастира „Исус Христос Филантроп“ в Константинопол.[16][17] Въпреки оттеглянето си в манастира, Ирина остава изключително активна в интелектуалния живот на столицата, като поддържа голяма библиотека, поръчва преписи на ръкописи и се среща и кореспондира с учени.[18]